# Potamon (Potamonautes) johnstoni
Potamon (Potamonautes) johnstoni is een krabbensoort uit de familie van de Potamidae.